# The Oubliette
The Oubliette er en amerikansk stumfilm fra 1914 af Charles Giblyn.

## Medvirkende
- Murdock MacQuarrie som François Villon
- Pauline Bush som Philippa de Annonay
- Lon Chaney som Chevalier Bertrand de la Payne
- Doc Crane som Louis XI
- Chester Withey som Colin